# Wasselonne
Wasselonne (deutsch Wasselnheim, elsässisch Wàssle) ist eine französische Gemeinde westlich von Straßburg, ehemalige Hauptstadt des gleichnamigen Kantons, heute angegliedert an den Kanton Saverne im Département Bas-Rhin in der Europäischen Gebietskörperschaft Elsass und in der Region Grand Est. Sie liegt im Zentrum der elsässischen Ebene, auf halbem Weg zwischen Straßburg und Wangenbourg-Engenthal an den Hängen der Mossig.
Die Lage von Wasselonne im Herzen einer reichen antiken Handwerksregion und an einem strategischen Ort in den Ausläufern der Vogesen machte es zu einem befestigten Ort, der für die Aufrechterhaltung der Autorität Straßburgs seit dem Mittelalter unerlässlich war. Als dynamisches Wirtschaftszentrum seit dem 16. Jahrhundert und relativ unberührt vom Dreißigjährigen Krieg erlebte die Stadt mit dem Anschluss an Frankreich unter Ludwig XIV.  im Jahr 1680 eine bedeutende wirtschaftliche Entwicklung. Im Zentrum sind viele Handwerkerhäuser aus dem 18. Jahrhundert mit Zunftzeichen sowie ein Gasthof mit einem Weinkeller aus dem 17. Jahrhundert erhalten.
Das Wasser der Mossig wurde schon früh von Gerbereien sowie zur Industrialisierung (Ziegelei Pasquay/Bury, Papierfabrik) verwendet, ein Bahnhof wurde gebaut. Im 18. Jahrhundert nahm die Bevölkerung zu.
Wasselonne ist ein wichtiges Wirtschaftszentrum und wurde im 18. Jahrhundert oft als zweites Wirtschaftszentrum des Unterelsass nach Straßburg oder Barr bezeichnet. Ab Mitte des 19. Jahrhunderts begann der Niedergang. Der Bahnanschluss wurde aufgegeben. Seine Lage an der D 1004 macht den Ort zu einem wichtigen Kreuzungspunkt, der sich in unmittelbarer Nähe von Straßburg befindet.
Wasselonne ist Mitglied und Verwaltungssitz der Communauté de communes de la Mossig et du Vignoble.

## Geschichte

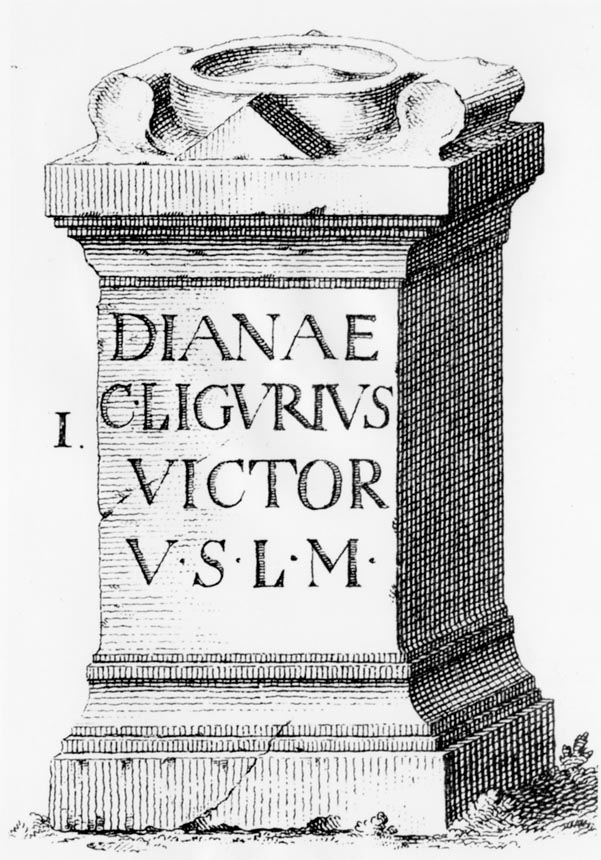
Diana gewidmeter Altar in Wasselonne, Musée archéologique de Strasbourg

Ältere Formen des Ortsnamens sind Wagzeleneheim (754), Wascelheim (1156), Waszelinheim (1208), Wazelnheim (1221), Wazzelheim (1223), Wazzelnheim (1236) und Wasselnheim (1244, 1295).
Die Siedlungsstätte soll 20.000 Jahre alt sein. Im Ton gefundene Möbel zeugen von einer dauerhaften Besiedlung in der Bronze- und Eisenzeit. Vom Archäologen Horrer gefundene Waffen und Münzen lassen vermuten, dass die Stätte bereits in keltischer Zeit bewohnt war. Wasselonne wird zum ersten Mal in einer Urkunde von 754 unter dem Namen Wazzeleneheim von Adala, Nachkomme der Herzöge des Elsass, erwähnt; Tatsächlich fanden 1990 an einem Ort namens Wiedbield durchgeführte archäologische Forschungen Spuren menschlicher Besiedlung aus der Jungsteinzeit, der Linienbandkeramischen Kultur, der Michelberg-Zivilisation, der Hallstattzeit und der Gallorömischen Kultur.
In römischer Zeit war Wasselonne ein von den Triboques bewohntes Dorf, das auf dem Dürenberg und dem linken Mossigufer lag. Es war ein Kreuzungspunkt der Nebenstrecke Dabo-Kuttolsheim.
1496 erwarb Straßburg Wasselnheim, diesen strategischen Punkt am Ausgang des Steinbruchs Kronthal und 25 km von der elsässischen Hauptstadt entfernt.
Im Dezember 1524, kurz nach den ersten Turbulenzen der Reformation in Straßburg, baten die Stadtbeamten den Magistrat um einen evangelischen Prediger. Andreas Keller-Cellarius wurde ab 1525 der erster Pfarrer, und Wasselnheim ging zur Reformation über. Er verfasste in Wasselnheim seinen inzwischen verschollenen Katechismus »Bericht der Kinder zu Wavelheim, in Frag und Antwort gestellt«.
Während des Bischofskrieges (1592–1604), der das ländliche Elsass in Brand setzte, wurde Wasselnheim von den Truppen des Kardinals von Lothringen besetzt. Am 8. Juli 1592 wurde die Festung Wasselnheim von den Straßburgern aufgegeben.
Im 18. Jahrhundert sprach die Mehrheit der Wasselnheimer nur Elsässisch mit Ausnahme der Eliten, die Deutsch sprachen. Frankophone wanderten zwischen 1680 (Datum des Anschlusses an Frankreich) und 1789 ein, insbesondere Schweizer Calvinisten aus den französischsprachigen Kantonen und Franzosen katholischen Glaubens aus Lothringen oder Franche-Comté. Sie blieben jedoch in der Minderheit. Während der Revolution blieb die Macht in den Händen der ehemaligen Amtsrichter und der örtlichen Bourgeoisie. Am 15. Januar 1790 verlor Straßburg seinen Status als Hauptstadt des Elsass und seiner ländlichen Gebiete. Wasselonne wurde zu einer „gleichen und freien Kommune innerhalb des Departements, wobei alle Knechtschaft zwischen der alten herrschaftlichen Stadt und ihrem Besitz verschwunden sind.“

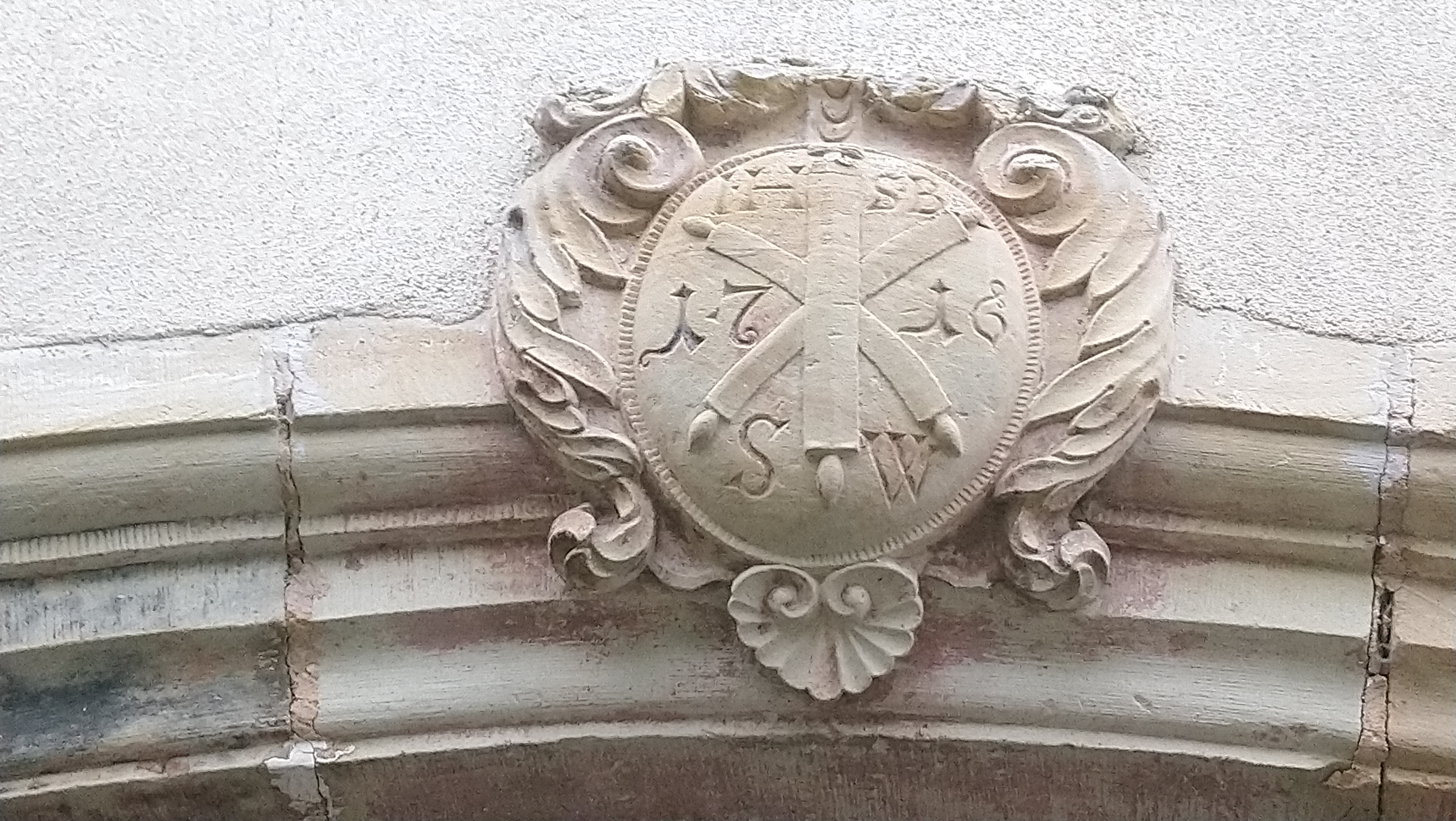
Gerberei Bury von 1716

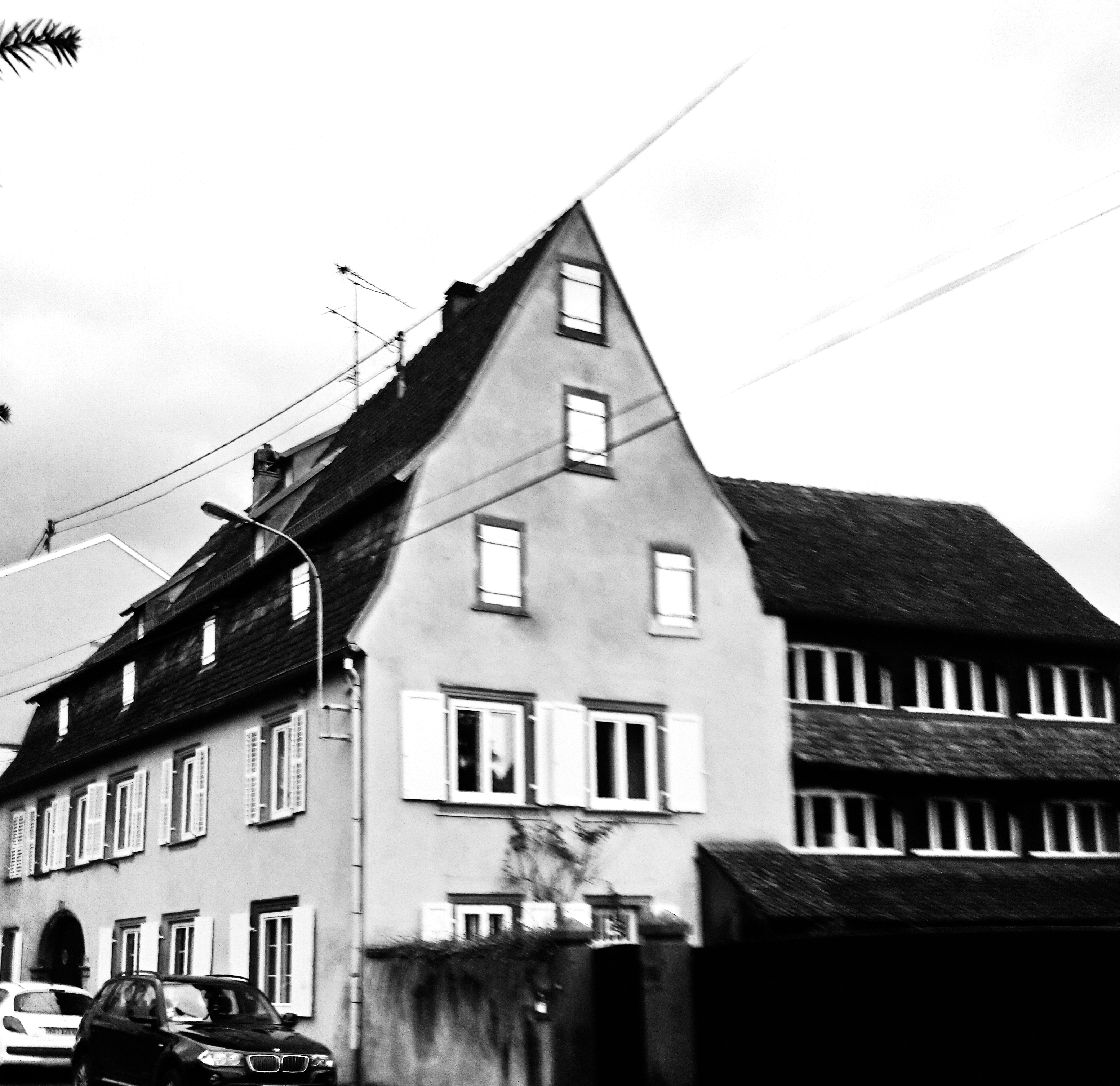
Gerberei Bury von 1716 in der Brandgass, heute rue du 23 novembre

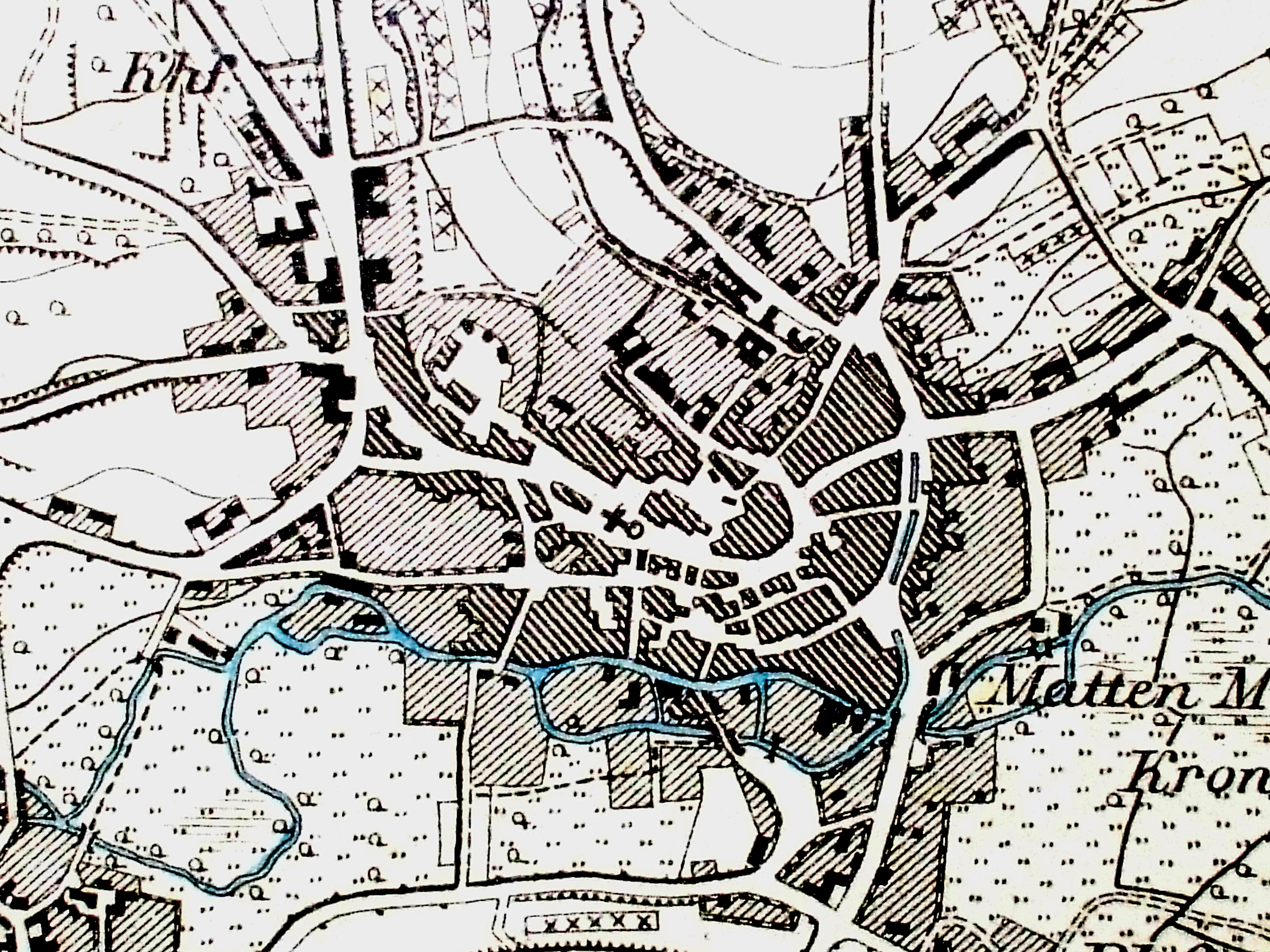
Karte von 1885

1871 wurde das Elsass dem Deutschen Reich angegliedert. Es wurde Teil des Reichslandes Elsaß-Lothringen und war dem Kreis Molsheim im Bezirk Unterelsaß zugeordnet.
Ende des 19. Jahrhunderts war die Hauptstadt des Kantons Hauptquartier eines Friedensrichters und der Briefpostverwaltung. Es gab eine Poststation für Pferde und eine berittene Gendarmeriebrigade, zwei Notare und drei Amtsrichter. Wasselnheim war die Residenz der öffentlichen Aufsicht über die Wasserversorgung und die Wälder. Es verfügte über ein Kantonsspital, ein Stadtbad und einen Schlachthof. Wasselnheim ist seitdem auch Sitz eines Konsistoriums der Evangelischen Bekenntniskirche von Augsburg in Elsass
und Lothringen. Es gab ein Wohltätigkeitsbüro, das 4295 Franken im Jahr 1849 einnahm.
Das 20. Jahrhundert war von Umbrüchen geprägt. Wasselnheim wurde am 10. Januar 1920 offiziell wieder französisch.
Wasselonne war Verwaltungssitz und Mitgliedsgemeinde des Gemeindeverbands Communauté de communes des Coteaux de la Mossig, der 2017 in der Communauté de communes de la Mossig et du Vignoble aufging.

### Demographie
| Jahr | Einwohner | Anmerkungen |
| ---- | --------- | --- |
| 1780 | –         | großer Flecken mit 370 Feuerstellen (Haushaltungen), verschiedene jüdische Familien nicht eingerechnet                                                            |
| 1821 | 4242      | zur Hälfte Katholiken, die die Kantonspfarrei besitzen, zur anderen Hälfte Evangelische (mit einem Pfarrer), darunter 100 nach Straßburg eingepfarrte Reformierte |
| 1861 | 4361      | [ 10 ] |
| 1872 | 4080      | am 1. Dezember, in 744 Häusern; nach anderen Angaben 4380 Einwohner                                                                                               |
| 1880 | 4045      | am 1. Dezember, einschließlich Militär, auf einer Fläche von 1485 ha, in 694 Häusern, davon 2182 Katholiken, 1821 Protestanten und 32 Juden                       |
| 1885 | 3831      | davon 2110 Katholiken, 1686 Evangelische und 22 Juden |
| 1890 | 3851      | [ 10 ] |
| 1905 | 3585      | davon 1501 Evangelische und 59 Juden |
| 1910 | 3531      | [ 16 ] [ 17 ] [ 10 ] |

| Jahr      | 1962 | 1968 | 1975 | 1982 | 1990 | 1999 | 2006 | 2017 |
| --------- | ---- | ---- | ---- | ---- | ---- | ---- | ---- | ---- |
| Einwohner | 3655 | 3832 | 4172 | 4862 | 4916 | 5542 | 5566 | 5562 |

## Industrialisierung

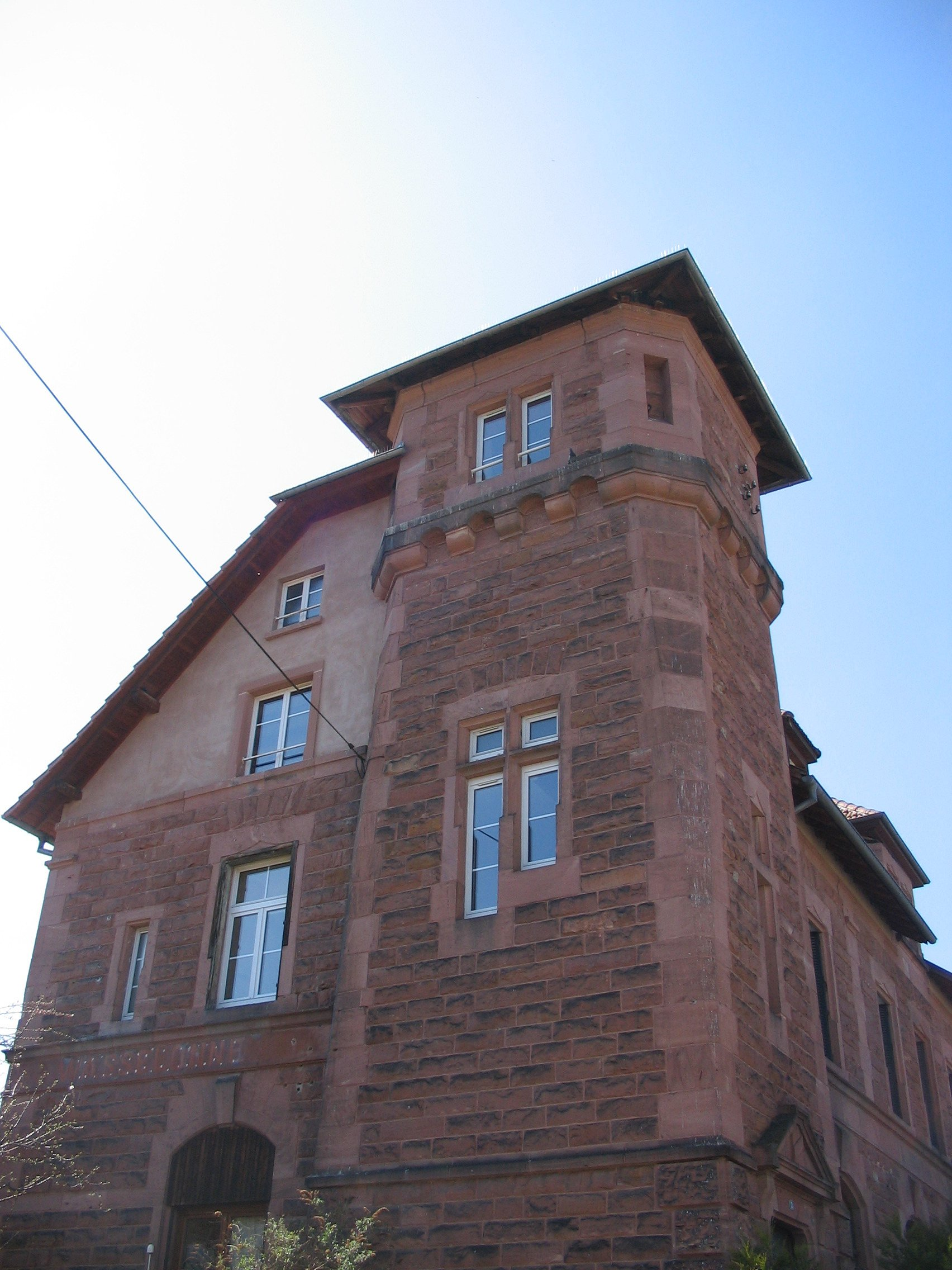
Ehemaliger Bahnhof

Die industriellen Aktivitäten begannen im Jahr 1716, als Benjamin Bury, Öl- und Tabakhändler, Gerbereibesitzer und Gastwirt in Wasselonne, und seine Frau Anne, geb. Schumacher eine Papierfabrik (Ancienne Papeterie Pasquay) errichteten, die die Wasserkraft der Mossig nutzte. Auch weitere Gebäude, darunter Öl- und Getreidemühlen, die später gebaut wurden, nutzten den Fluss. 
Als Anne Marie Pasquay, geb. Bury und ihr Mann Joseph Pasquay 1738 das 15 Hektar große Anwesen erbten, wurden diese durch eine Tabakmühle zur Herstellung von Schnupftabak ersetzt. Seit 1573 wurde im Elsass Tabak angebaut. 
Ab 1828 wurden große Gebäude errichtet und mit der Produktion von Ziegeln begonnen. Beim Bau der Bahnstrecke zwischen Saverne und Molsheim wurde Wasselonne auch mit einem Bahnhof angeschlossen. Die Ziegelproduktion wurde 1954 beendet. Ein Teil des Geländes steht seit 1988 unter Denkmalschutz.
Mitte des 18. Jahrhunderts erbte Charles Pasquay eine Getreidemühle, eine Ölmühle und eine Papiermühle. Sein Sohn fügte ihm eine Tapetenfabrik hinzu. Um 1825 wurden die Papieraktivitäten durch eine Dampf-Ziegelei, eine Wollspinnerei und eine Fabrik für hydraulischen Kalk ersetzt. Viele Gebäudereste sind noch sichtbar und als historische Denkmäler geschützt. Das Pförtner- und das Gärtnerhaus am Eingang zum Gelände stammt aus dem 18. Jahrhundert und wurde kürzlich renoviert. Das Herrenhaus (1770–1780) ist erhalten.
Wasselonne war ab 1864 durch die Eisenbahn mit Molsheim und Saverne verbunden. Die Bahnstation wurde aus Vogesen-Sandstein im elsässisch-lothringischen Stil erbaut. Die zwei ehemaligen Bahnhöfe Wasselonne und Papeterie befanden sich an der Strecke von Sélestat nach Saverne, bevor 1967 die Linie 17/3 von Molsheim nach Saverne abgebaut und durch einen Radweg zwischen Romanswiller und Molsheim ersetzt wurde.
Zahlreiche und bedeutende Fachwerkhäuser aus dem 17. Jahrhundert stehen in der Unterstadt nahe der Mossig. Diese sind oft alte Spinnereien oder alte Gerbereien, die sich durch ihre Trockenböden auszeichnen. Der Rundgang der Zunftzeichen der Handwerke der Vergangenheit, der vom Fremdenverkehrsamt entwickelt wurde, zeigt das wichtige und reiche regionale Wirtschaftszentrum des 17. bis 19. Jahrhunderts. Wasselonne erlebte eine rasante Entwicklung von Handwerk und Kleinindustrie, Gerbereien, Mühlen und Spinnereien. In der Stadt gab es viele Handwerker, wie die vielen in die Türstürze eingemeißelten Zunftzeichen belegen, darunter die Bäcker, die sich als erste organisierten. In Wasselonne sind eine Dichte und eine Vielzahl an Zunftzeichen erhalten, die im Elsass einzigartig sind.
Die kleine Stadt ist ein Knotenpunkt des Individualverkehrs – dort enden die Departementsstraßen D 25, D 75 und D 224. Die D 1004 ist dort eine durchgehende Schnellstraße. Wasselonne ist heute nicht mehr ans französische Eisenbahnnetz angeschlossen. Die ausgedienten Bahnhofsgebäude der einstigen Stationen Wasselonne, Papeterie und Wasselnheim sowie ein Güterschuppen sind erhalten geblieben.
In Wasselonne gibt es das Collège Marcel Pagnol, ein Gymnasium, und das Krankenhaus Hôpital local de Wasselonne.

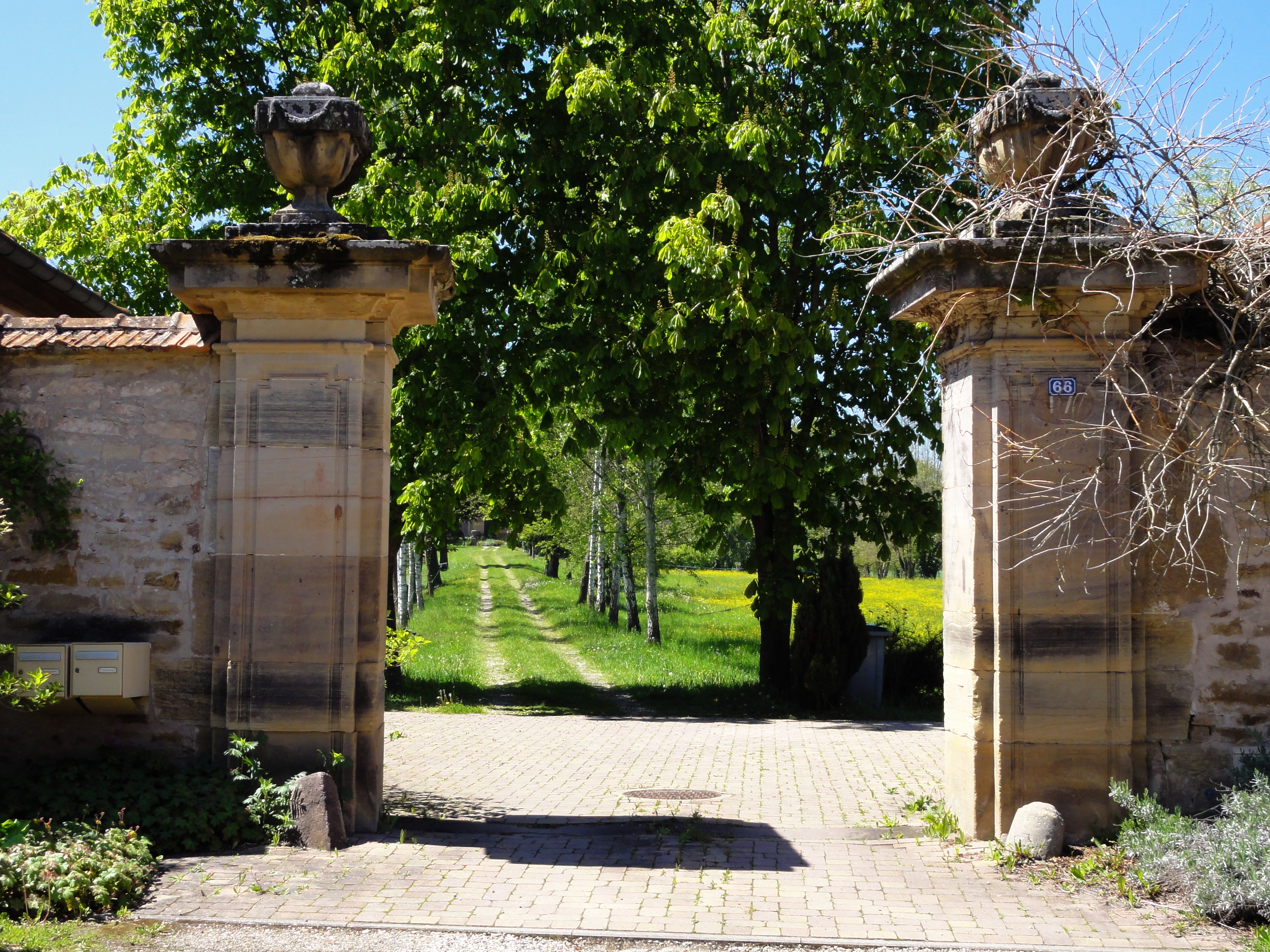
Einfahrt zur Villa La Papeterie rue de Cosswiller 66, Wasselonne
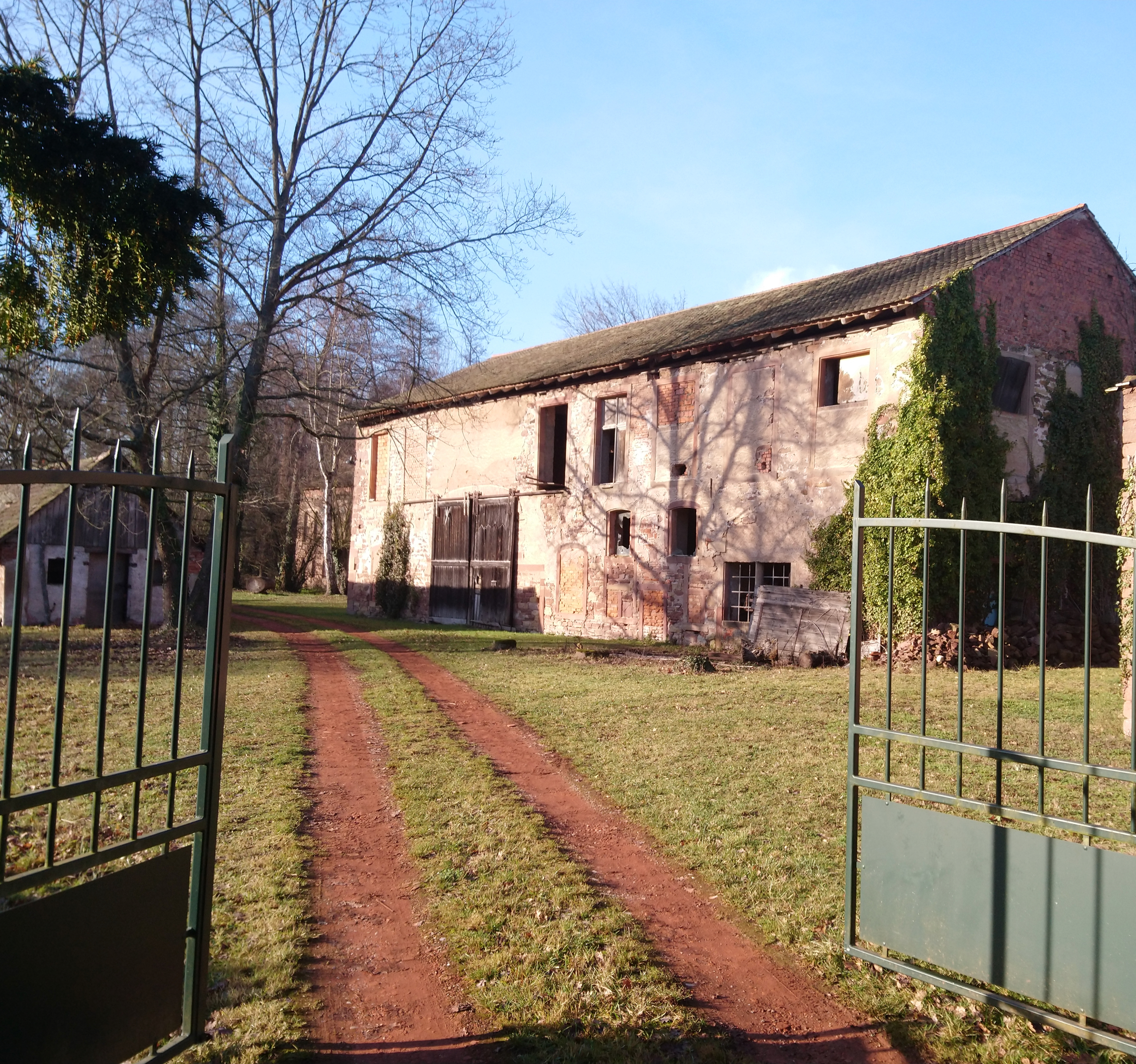
Einfahrt zur Papeterie Wasselonne
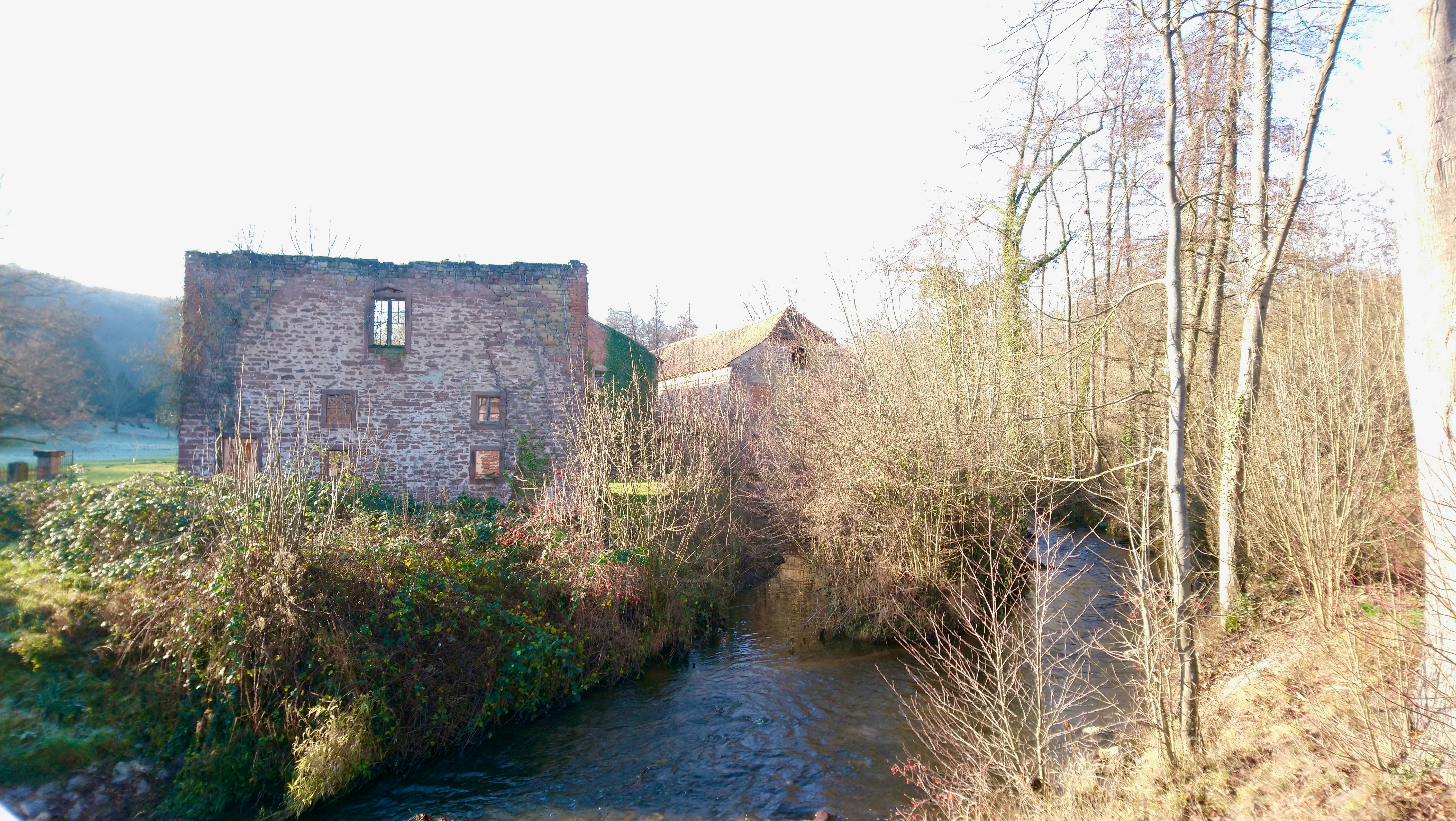
Die Mossig zwischen den beiden Mühlen der Papeterie Pasquay
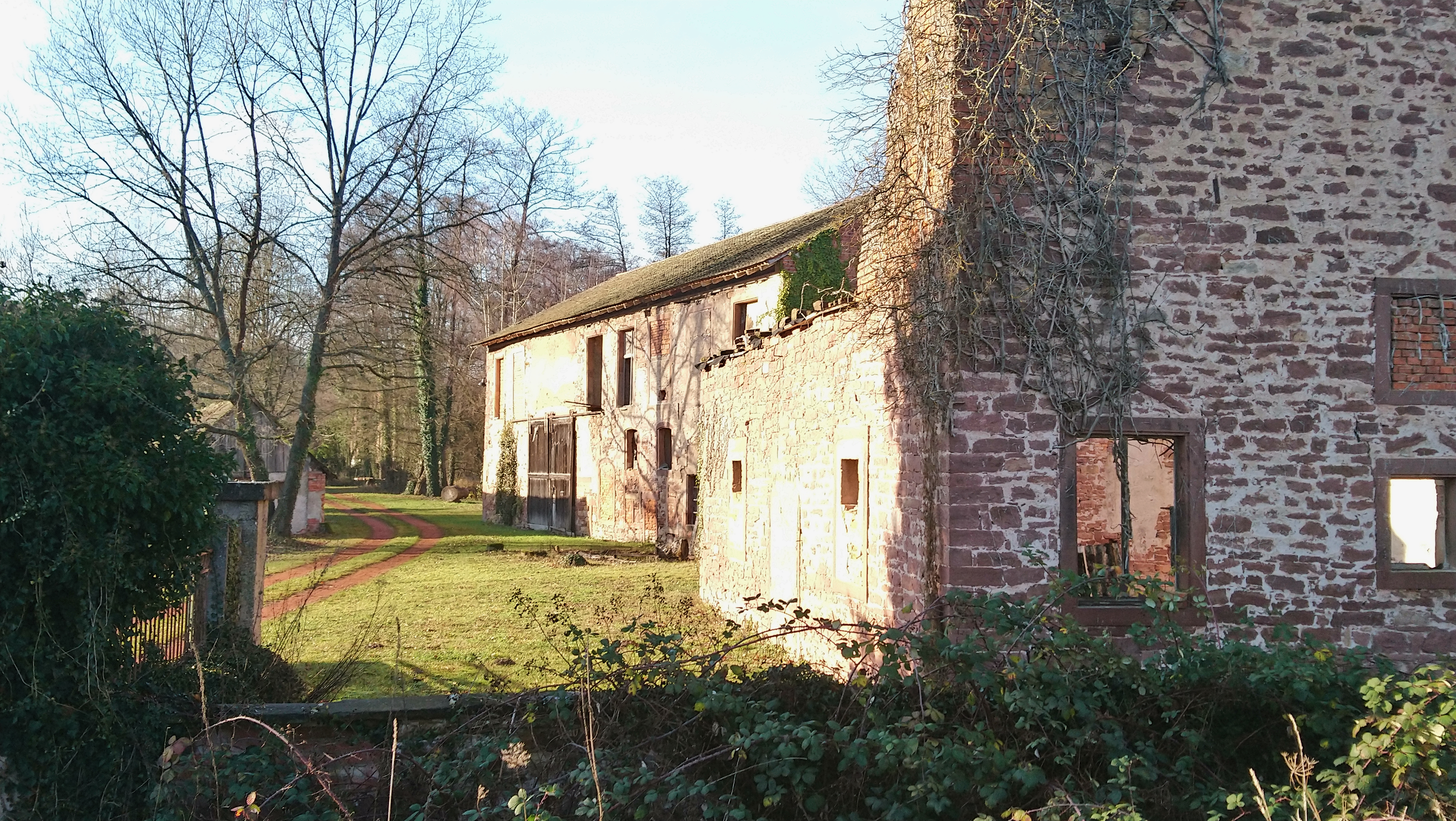
Papeterie Pasquay
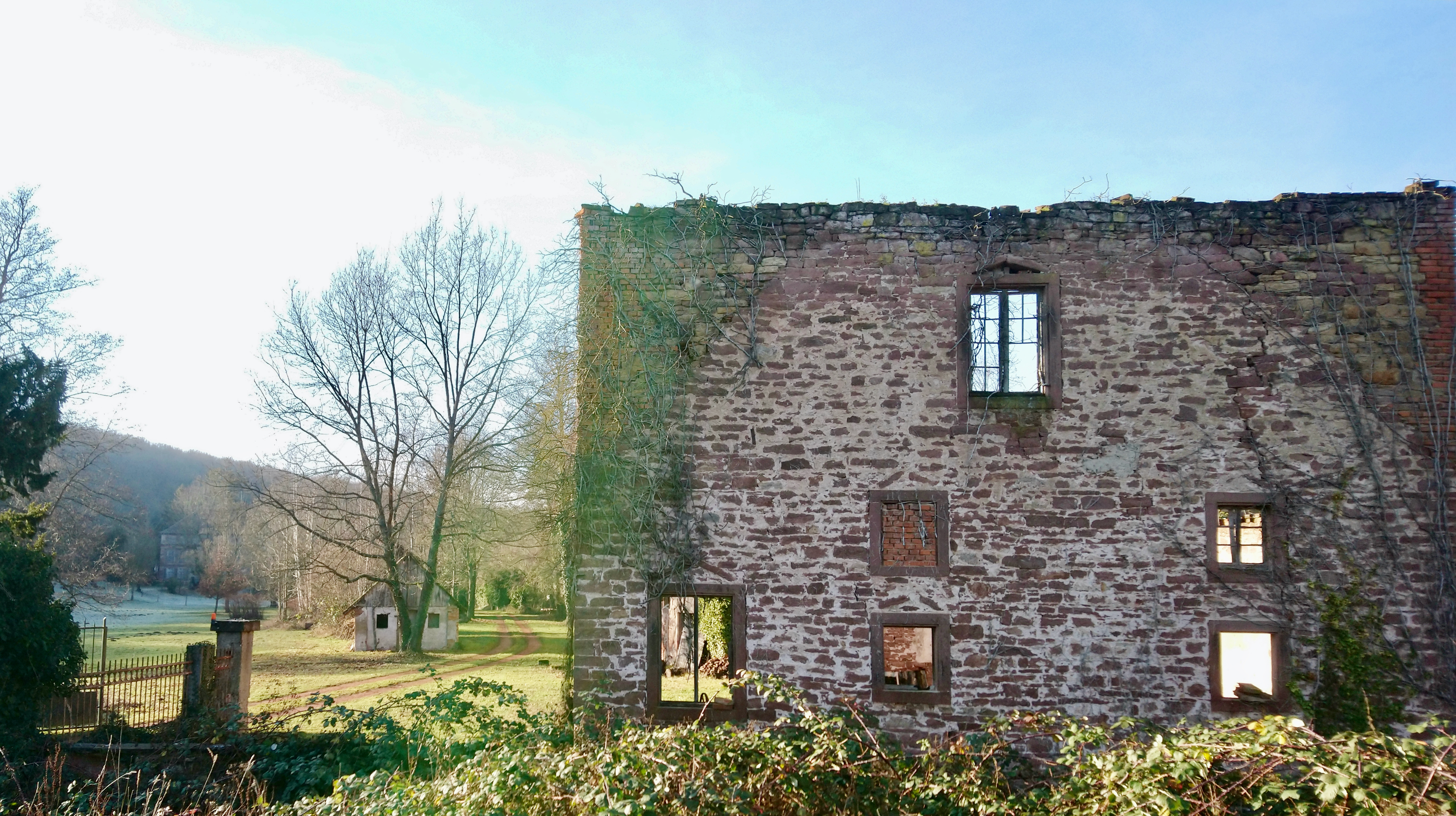
Villa Papeterie hinten links
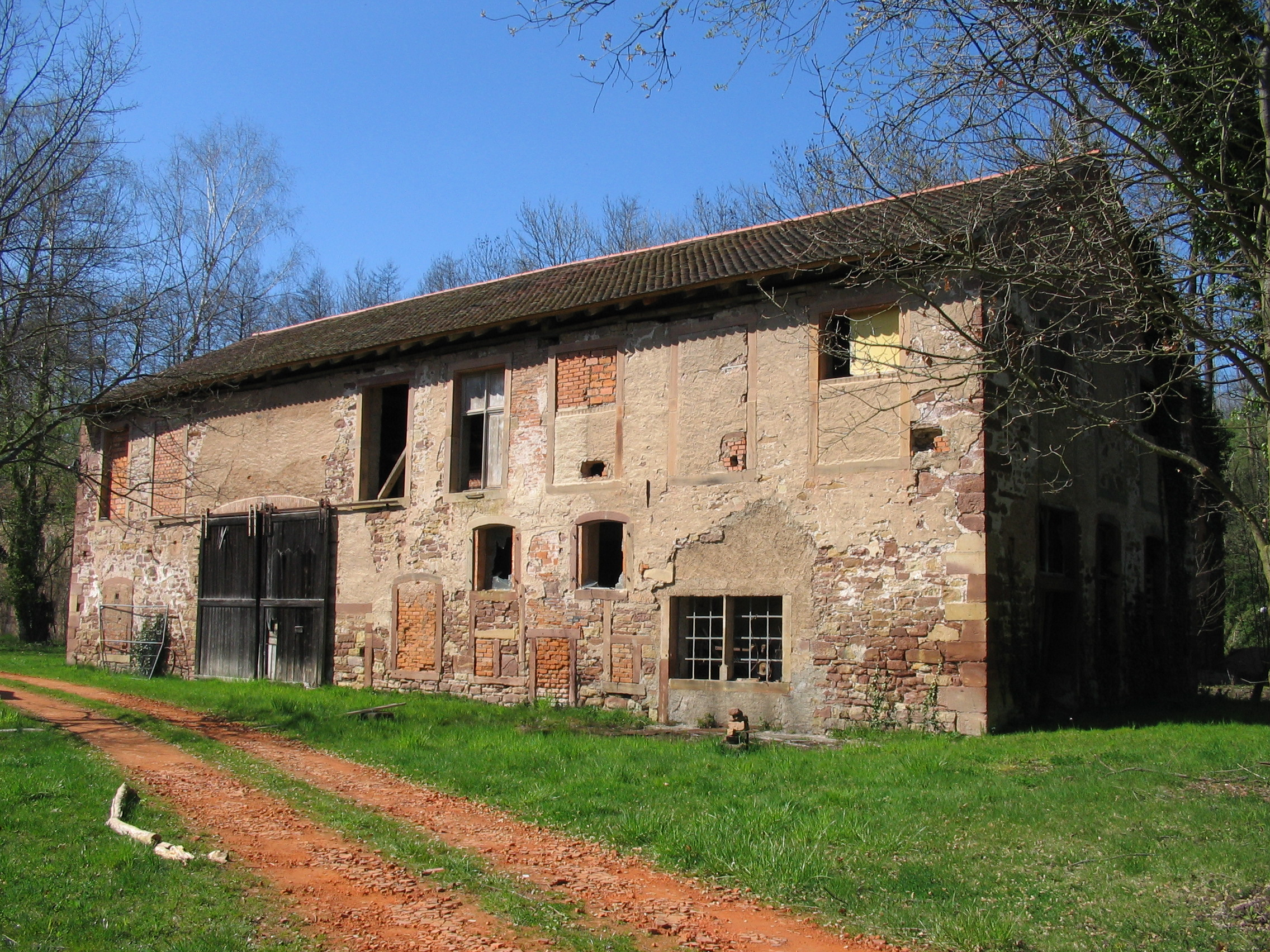
Mühle der Papeterie Pasquay
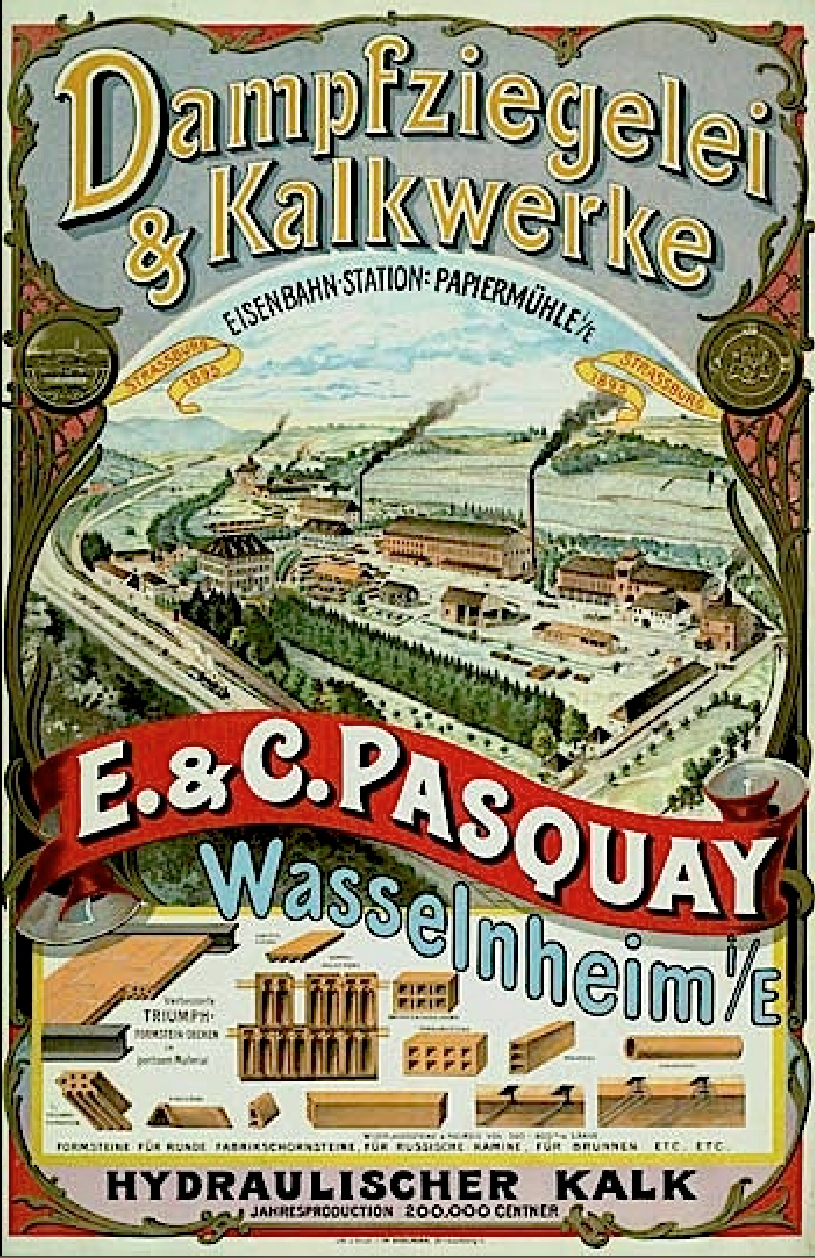
Werbeplakat Ernest & Charles Pasquay
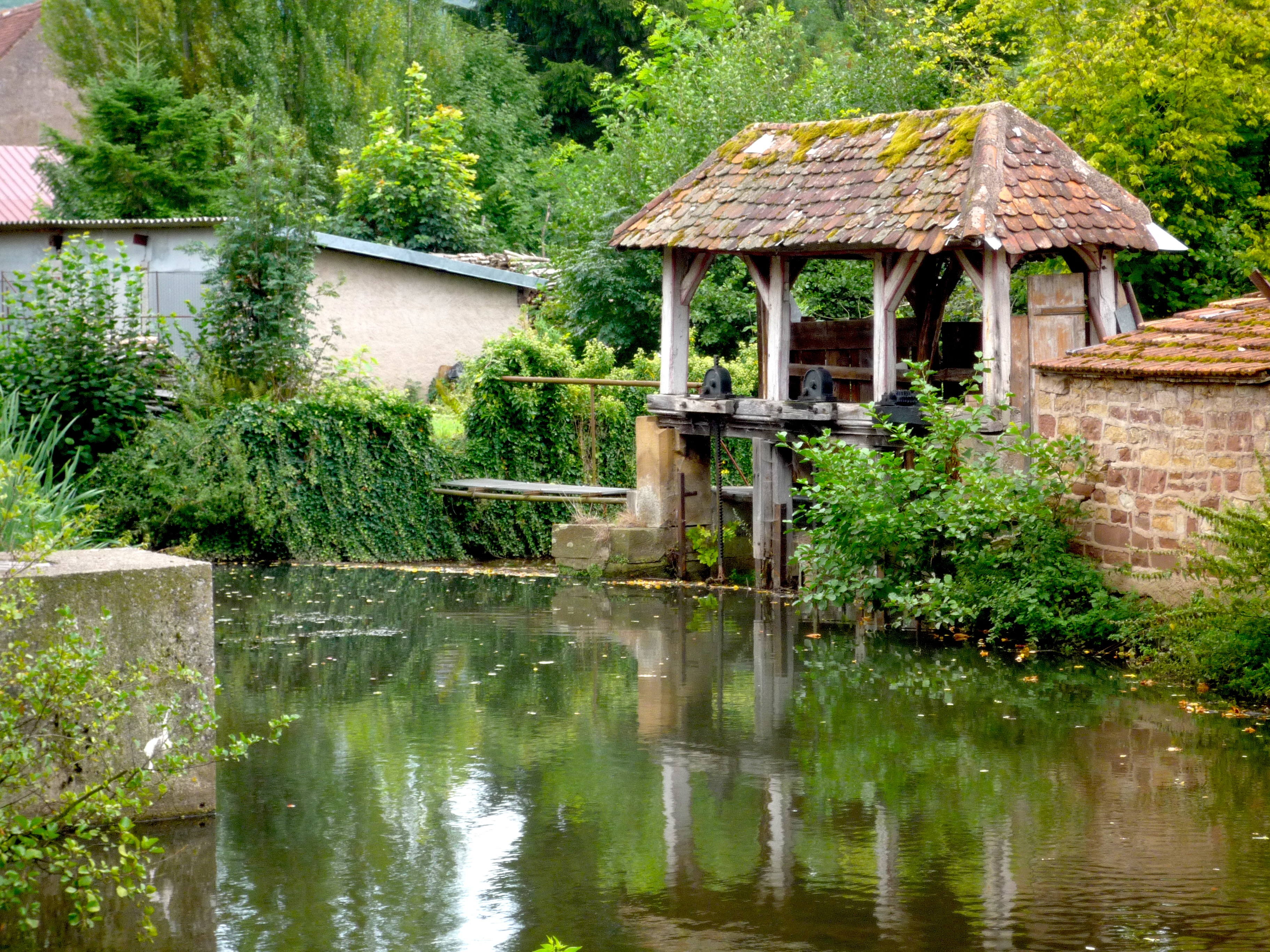
Aufstauung der Mossig

## Religion

### Saint-Laurent-Kirche

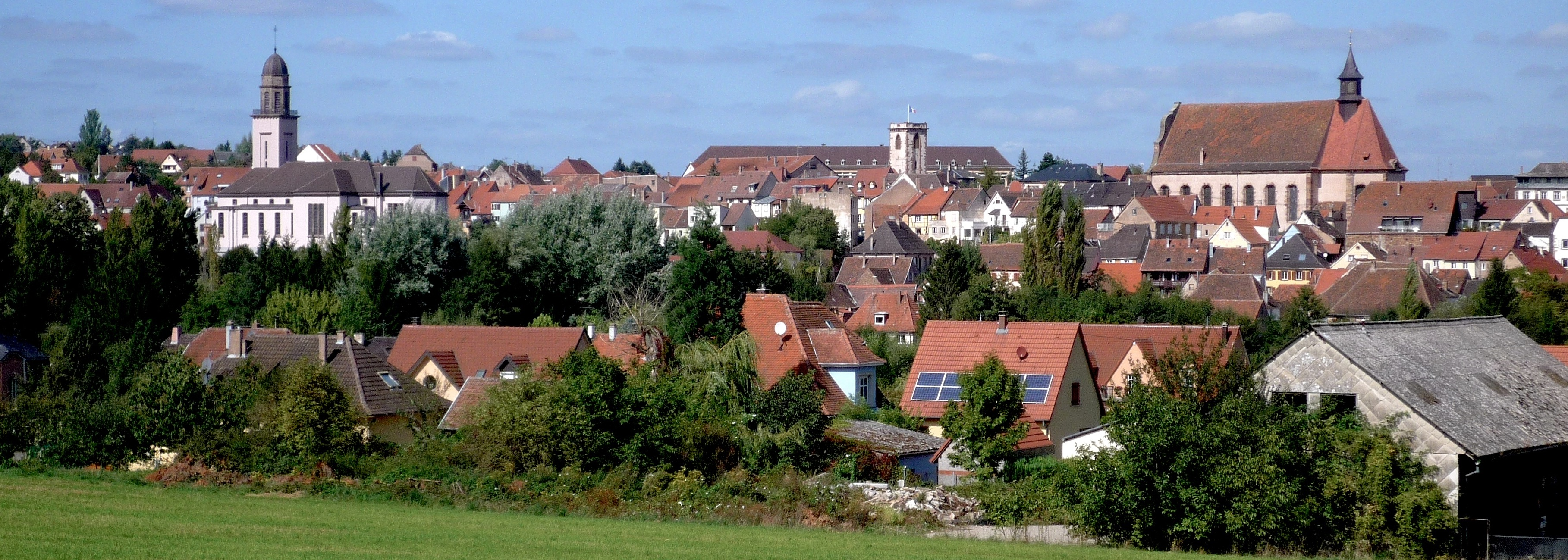
Saint-Laurent-Kirche (rechts)

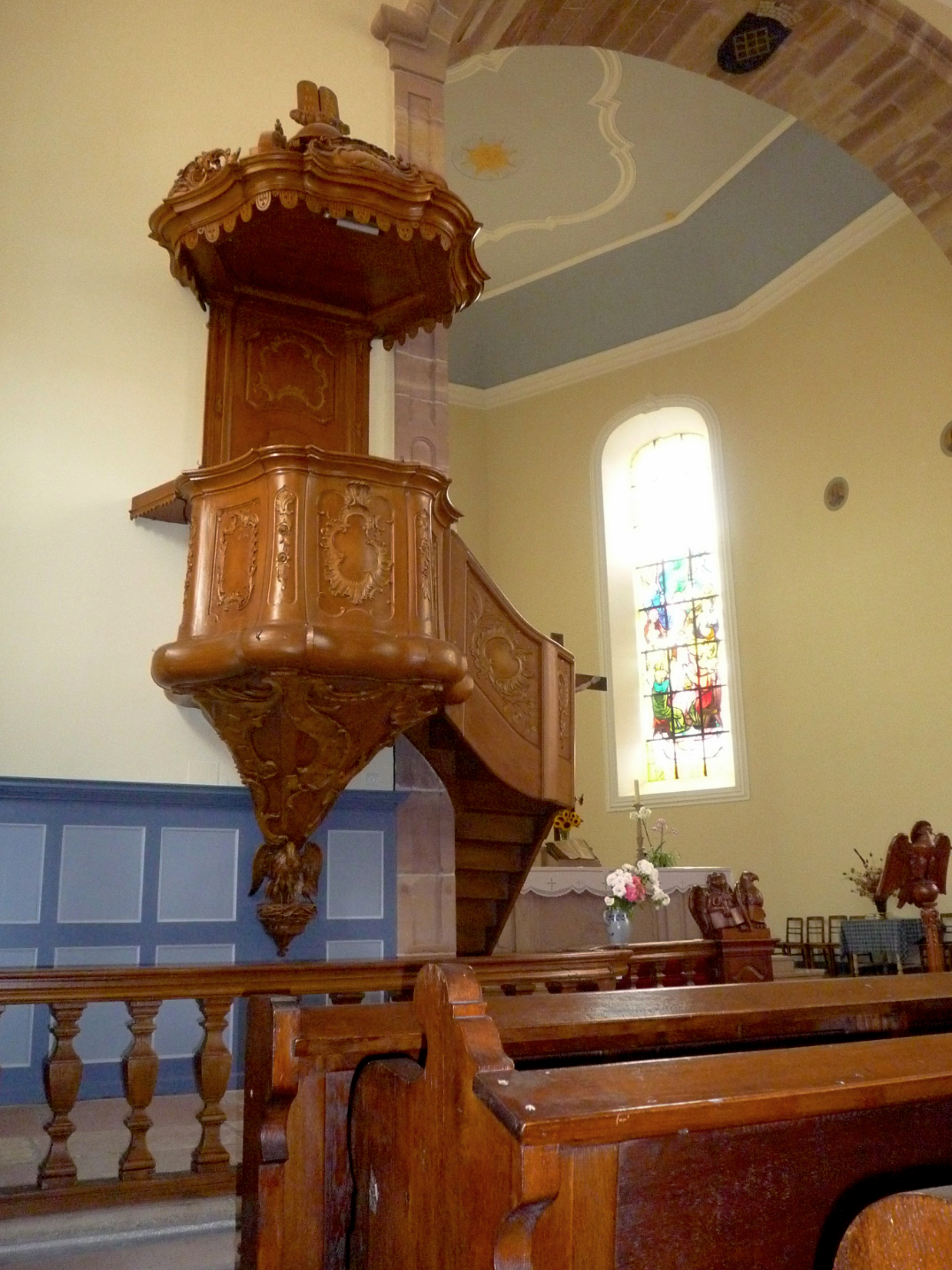
Saint Laurent Kirche, Kanzel mit Dekalogtafeln

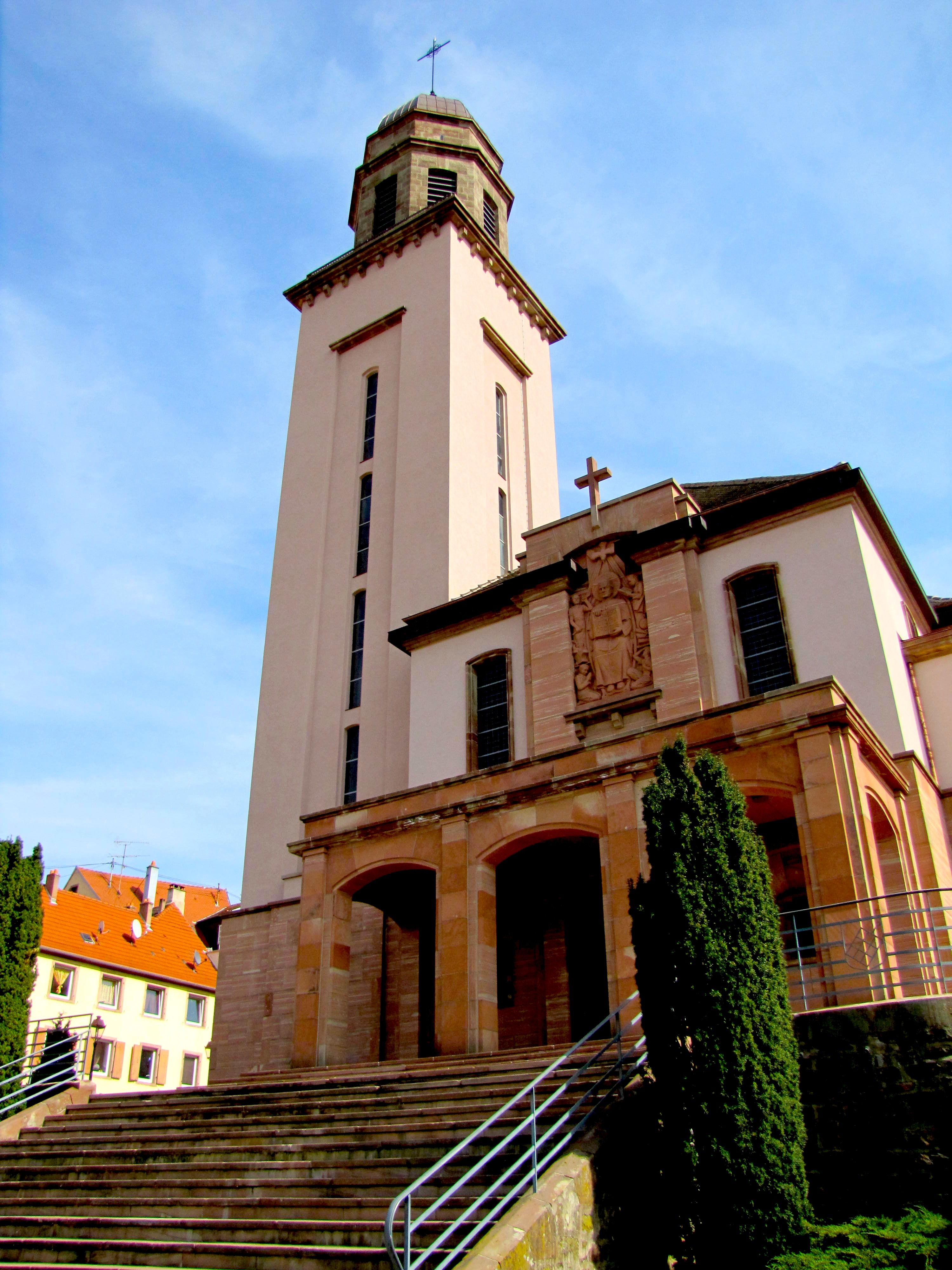
Kirche Hl. Don Bosco

In der evangelischen Saint-Laurent-Kirche ist die alte Kanzel im Rokokostil aus Eichenholz erhalten geblieben. Die beiden Gesetzestafeln mit den zehn Geboten auf dem Baldachin erinnern an alte religiöse Bräuche. Die prächtige Orgel von Johann Andreas Silbermann hat 30 Register. Ursprünglich bei den Dominikanern von Guebwiller platziert wurde sie nach der Französischen Revolution als nationales Eigentum verkauft. 1791 wurde sie von der Gemeinde Wasselonne gekauft und von Johann-Peter Toussaint installiert. 1823 und 1849 wurden Änderungen von Joseph Stiehr vorgenommen. Die Orgel wurde dann während des 20. Jahrhunderts von Ernest Muhleisen gewartet, der das Pedal 1949 unter Anleitung des aus Wasselonne stammenden Komponisten-Organisten und Pfarrers Jean Muller pneumatisierte. Letzterer – ein Schüler von Max Reger – komponierte eine Folge von Präludien lutherischer Chöre. Seit dem 15. November 1972 steht die Orgel unter Denkmalschutz. Sie ist eine der am besten erhaltenen im Elsass und seit der Restaurierung durch Gaston Kern im Jahr 1992 immer noch im Einsatz. Nach dem Anschluss an das Königreich Frankreich 1686 wurde die Saint-Laurent-Kirche von beiden Konfessionen genutzt. Nach ihrem Abriss wurde 1757 die neue Saint-Laurent-Kirche, die von beiden Konfessionen gemeinsam im Barockstil erbaut wurde, fertiggestellt.

### Kirche Hl. Don Bosco
Die katholische Kirche Hl. Don Bosco erhielt 1941 die Segnung. Das Projekt zum Bau einer katholischen Kirche begann 1897 mit dem Erwerb des Baulandes für 32.000 Mark. Die durch den Ersten Weltkrieg unterbrochene Arbeit konnte nach den Feindseligkeiten aus Geldmangel zunächst nicht wiederaufgenommen werden. Erst am 13. Juni 1937 beschloss der Rat die Wiederaufnahme der Arbeit. Ein Jahr später, am 5. Juni 1938, segnete Monsignore Charles Ruch und legte den Grundstein. Dem Rektor Antoine Gébus ist es dank seiner Energie gelungen, die Arbeiten trotz den Schwierigkeiten durch den Zweiten Weltkrieg abzuschließen. Am 2. Juni 1941 wurde die neue Kirche durch Théodore Douvier, Generalvikar der Diözese, gesegnet, und eine Wallfahrt zum Heiligen Johannes Bosco wurde eröffnet. Dies ist das Ende von einhundertneunzig Jahren des Simultaneums. Aufgrund der Besatzung fand die Weihe der Kirche durch Jean-Julien Weber, Bischof von Straßburg, erst am 26. Mai 1947 statt. Der Stil der Kirche ist typisch für die sakrale Kunst in den 1940er Jahren. Die Orgel, 1933 von Edmond Alexandre Roethinger für das Institut St. Joseph de Neufgrange gebaut, wurde 1940 von Ernest Muhleisen in Wasselonne installiert.

### Synagoge
Die jüdische Gemeinde Wasselonne wurde in der zweiten Hälfte des 19. Jahrhunderts gegründet. Der erste Jude, der im innerstädtischen Wasselonne lebte, war Benoît Neymann, ein Bäcker von ungesäuerten Broten (Matze), der mit seiner Familie in der Brunngasse lebte.

## Sehenswürdigkeiten
- Schloss Wasselonne
- Zunftzeichen an den Hauseingängen
- Saint-Laurent-Kirche, Kanzel mit Dekalogtafeln
- Kirche Hl. Don Bosco
- Synagoge
- Historische Dampf-Ziegelei (Ruine) mit Villa
- Historische Papierfabrik
- Ehemaliger Bahnhof

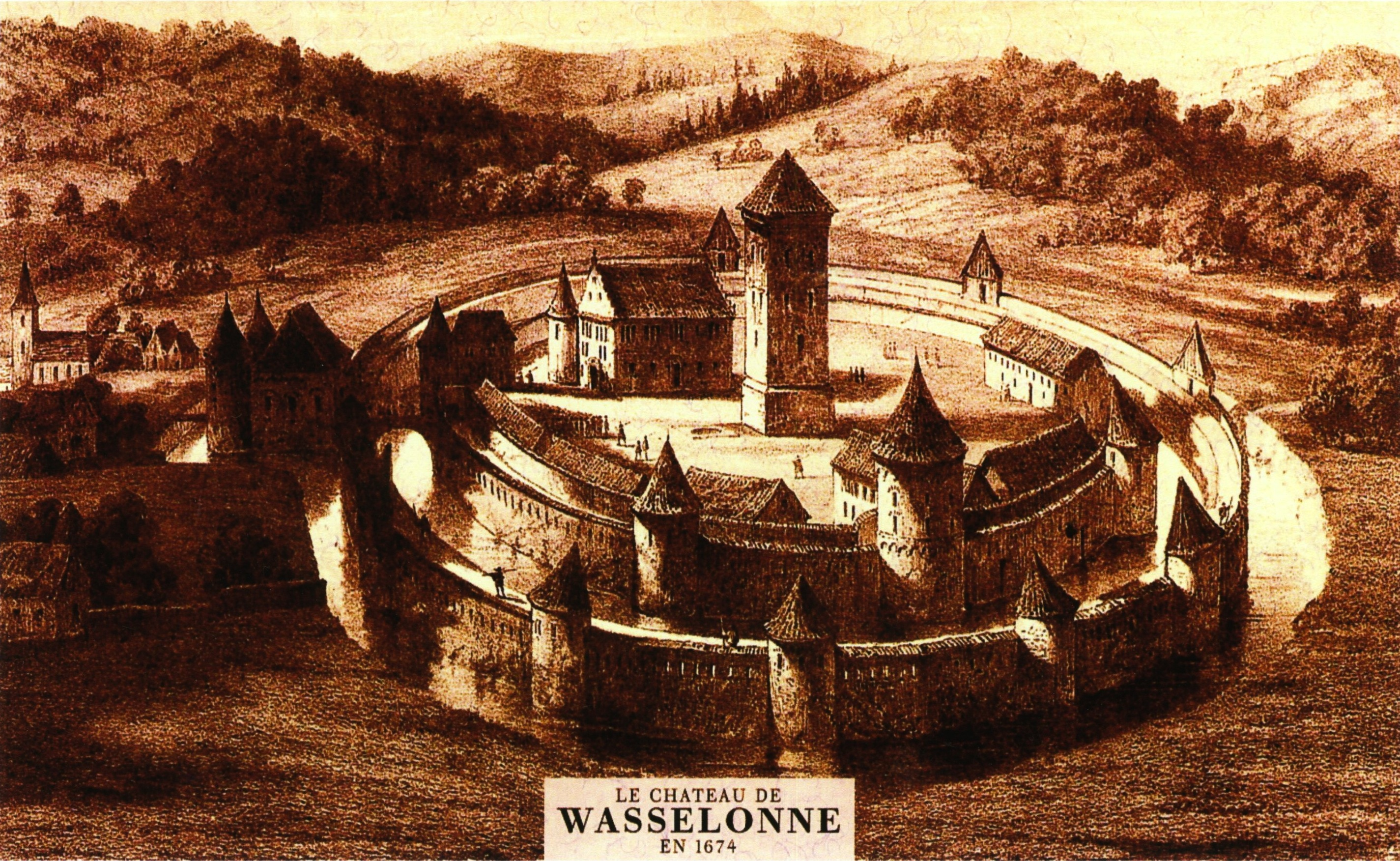
Schloss, Lithographie von 1674
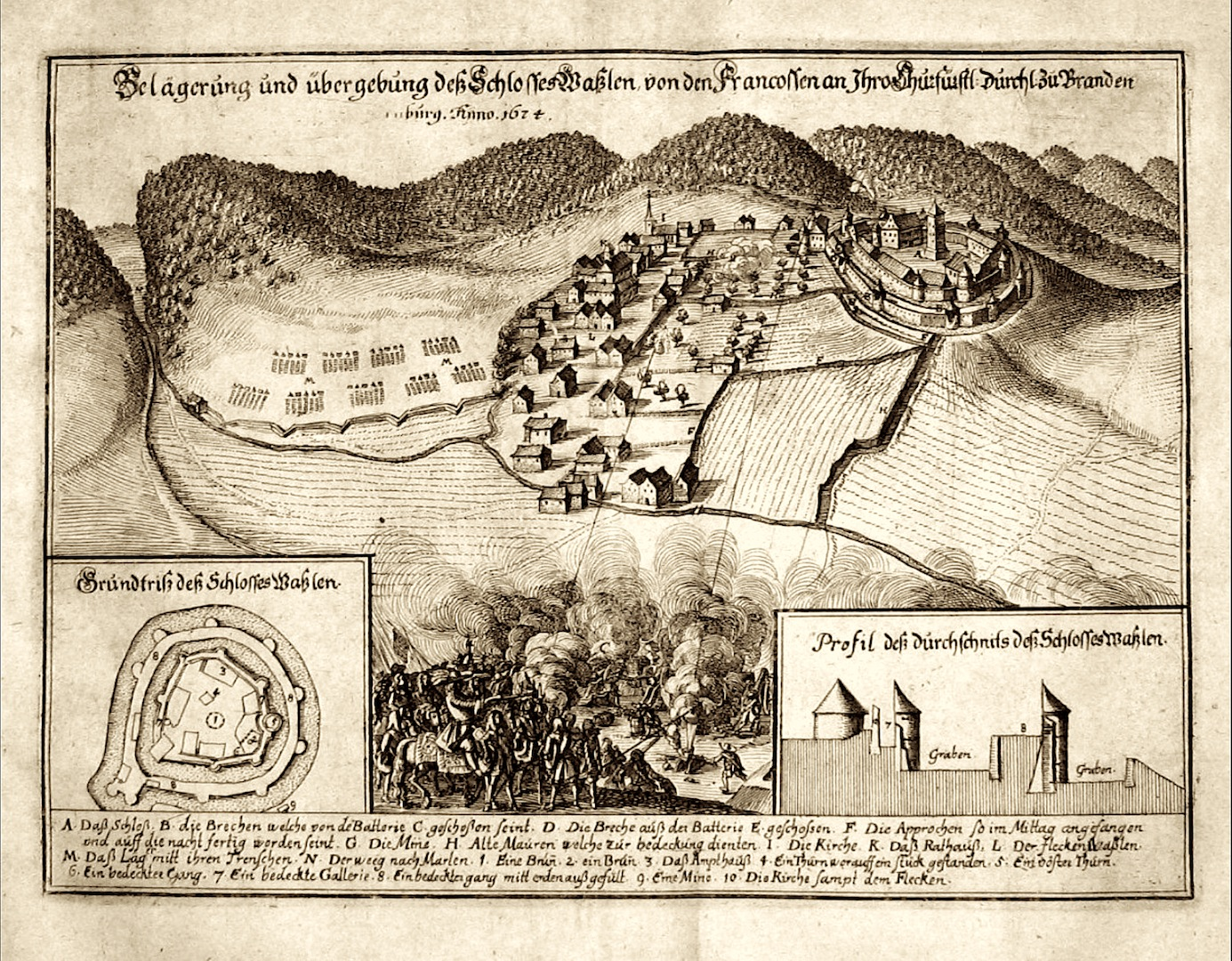
Wasselnheim, Stich von Matthias Merian von 1682
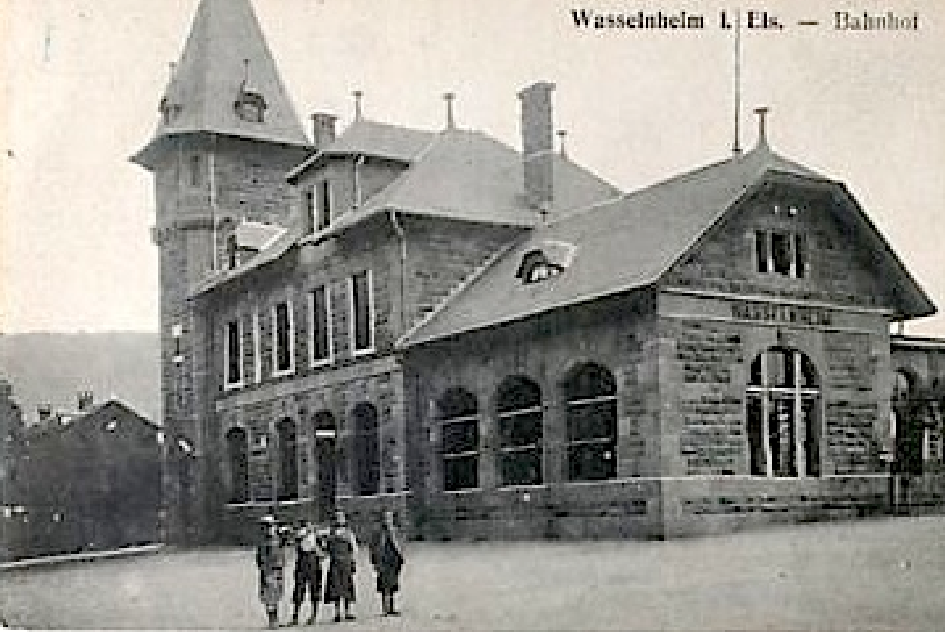
Bahnhof um 1900
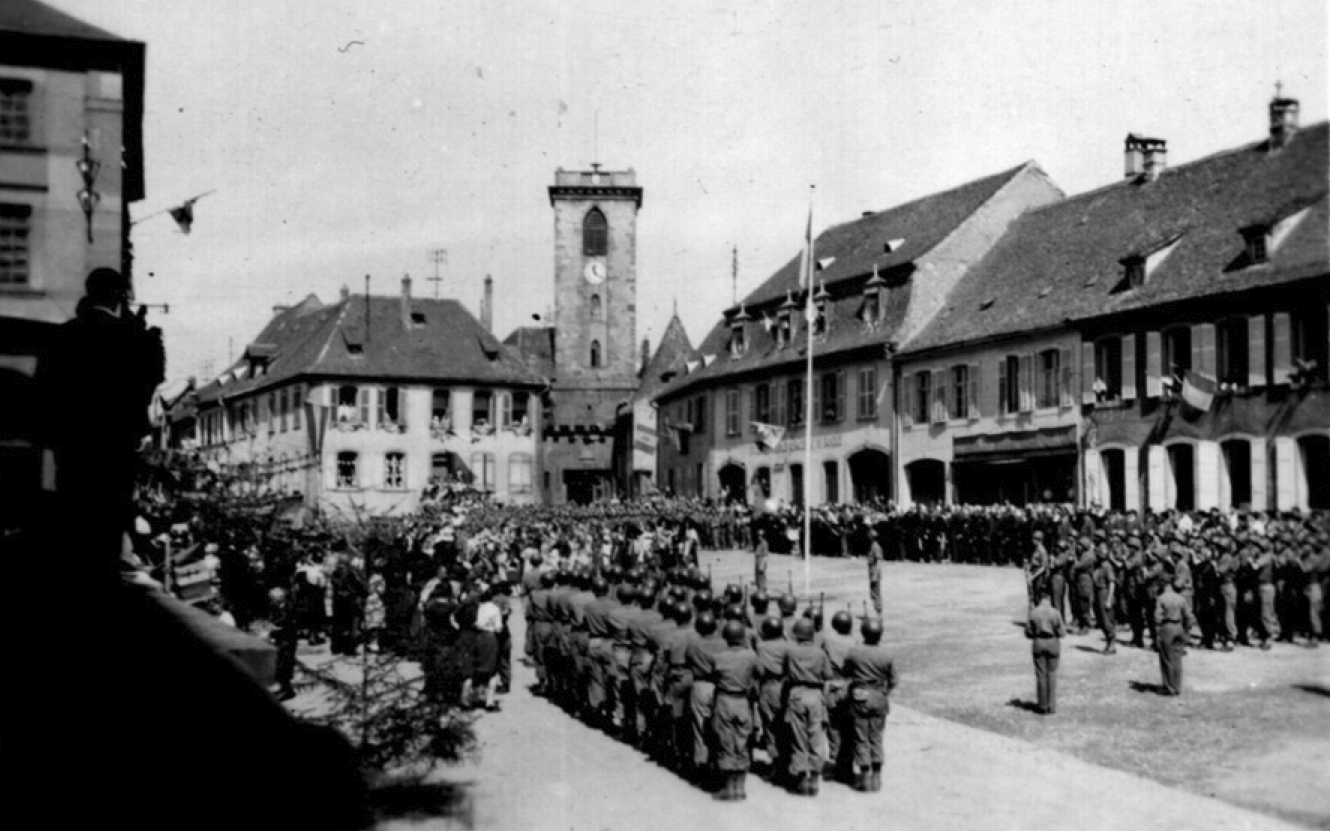
Befreiungsfeier 1944

## Partnergemeinden
Seit 1971 ist die Gemeinde Dahn in Rheinland-Pfalz durch eine Partnerschaft mit Wasselonne verbunden.

## Persönlichkeiten
- Johann Müller von Mühlenfels (um 1578/79–1606),  Alchemist am Hof des Herzogs Friedrich von Württemberg
- Jean–Jacques Bury, Goldschmied, (* 9. Januar 1698 – 30. Oktober 1734 in Straßburg)[24]
- Emil Kopp (1817–1875), deutscher Chemiker
- Jean Muller (* 1874 in Wasselnheim-1957), Organist, Pfarrer (Saint Laurent Kirche), Komponist, Schüler von Max Reger.
- Émile Arbogast (1901–1978), Schwimmer
- Robert Minder (1902–1980), Literaturwissenschaftler